# بول شنايدر (كاتب)
بول شنايدر (بالإنجليزية: Paul Schneider)‏ (4 أغسطس 1923 - 13 أكتوبر 2008)؛ كاتب سيناريو وروائي أمريكي.

## روابط خارجية
- بول شنايدر على موقع IMDb (الإنجليزية)
- بول شنايدر على موقع ألو سيني (الفرنسية)
- بول شنايدر على موقع أول موفي (الإنجليزية)
- بول شنايدر على موقع قاعدة بيانات الفيلم (الإنجليزية)
- بول شنايدر على موقع كينوبويسك (الروسية)